# فلودروكورتيزون
فلودروكورتيزون (بالإنجليزية: Fludrocortisone أو 9α-fluorocortisol أو 9α-fluorohydrocortisone)‏ كورتيكوستيرويد صناعي ذو فاعلية غلوكوكورتيكويدية معتدل وفاعلية كورتيكويدية معدنية أقوى. يستعمل علاجيا بسبب مفعوله الكورتيكويدي معدني وليس لمفعوله الغلوكوكورتيكويدي.
يتوفر في الولايات المتحدة والاتحاد الأوروبي وكندا تحت اسم تجاري هو Florinef. كما أن فلودروكورتيزون مدرج في قائمة منظمة الصحة العالمية للأدوية الأساسية.

## الاستعمالات الطبية
يستعمل الفلودروكورتيزون لعلاج المتلازمة الدماغية المضيعة للملح. كما يستعمل لتعويض هرمون الألدوستيرون المفقود في أشكال متنوعة من قصور الكظر مثل مرض أديسون وتضييع الملح المعهود (نقص 21-هيدروكسيليز) أحد أنواع فرط تنسج الكظرية الخلقي. ويعد فلودروكورتيزون خطا أولا في علاج عدم التحمل الانتصابي ومتلازمة تسارع معدل ضربات القلب الموضعي الانتصابي بسبب تأثيره على مستويات الصوديوم وبالتالي على حجم الدم.
كما يمكن استخدامه لتخفيض ضغط الدم.
كما يستعمل اختبار كبت الفلودروكورتيزون لتأكيد تشخيص متلازمة كون (ورم غدي كظري مفرز للألدوستيرون). إعطاء جرعة عالية من فلودروكورتيزون لشخص عادي قد يخفض مستوى الألدوستيرون في الأشخاص العاديين، لكن مستواه لن يتأثر في المرضى المصابين بمتلازمة كون.

## الجرعة
تفحص مستويات الرينين والصوديوم والبوتاسيوم في البلازما للتأكد من الحصول على الجرعة الصحيحة.

## الخواص الكيميائية
يعد فلودروكورتيزون مماثلا للكورتيزول من الناحية الكيميائية باستثناء حلول ذرة فلور محل ذرة هيدروجين واحدة. يعد الفلور متماثلا تجسميا حيويا للهيدروجين لأنه يشبهه من ناحية الحجم. أما أهم اختلاف فهي الكهرسلبية.